# Кладенец (Шуменская область)
Кладенец (болг. Кладенец) — село в Болгарии. Находится в Шуменской области, входит в общину Шумен. Население составляет 113 человек.
По болг. кладенец означает колодец.

## Политическая ситуация
Кмет (мэр) общины Шумен — Красимир Благоев Костов (Болгарская социалистическая партия (БСП)) по результатам выборов в правление общины.